# Albi di Dylan Dog (2024)
Albi del fumetto Dylan Dog pubblicati nel 2024.
| Nr.     | Titolo                         | Mese di pubblicazione | Soggetto                            | Sceneggiatura                | Disegni                | Copertina               |
| ------- | ------------------------------ | --------------------- | ----------------------------------- | ---------------------------- | ---------------------- | ----------------------- |
| 449     | La misura del mondo            | gennaio               | Carlo Ambrosini                     | Carlo Ambrosini              | Carlo Ambrosini        | Gianluca e Raul Cestaro |
| 450     | Shock                          | febbraio              | Barbara Baraldi                     | Barbara Baraldi              | Nicola Mari            | Gianluca e Raul Cestaro |
| 451     | Terra funesta                  | marzo                 | Dario Sicchio                       | Dario Sicchio                | Riccardo Torti         | Gianluca e Raul Cestaro |
| 452     | Un tranquillo venerdì di paura | aprile                | Gigi Simeoni                        | Gigi Simeoni                 | Bruno Brindisi         | Gianluca e Raul Cestaro |
| 453     | Pioggia di sangue              | maggio                | Barbara Baraldi                     | Barbara Baraldi              | Corrado Roi            | Gianluca e Raul Cestaro |
| 454     | Stangata agli Inferni          | giugno                | Claudio Lanzoni                     | Claudio Lanzoni              | Giancarlo Alessandrini | Gianluca e Raul Cestaro |
| 454 bis | Orrore tra i ghiacci           | luglio                | Bruno Enna                          | Bruno Enna                   | Silvia Califano        | Gianluca e Raul Cestaro |
| 455     | Fuga da Golconda               | luglio                | Claudio Lanzoni                     | Claudio Lanzoni              | Sergio Gerasi          | Gianluca e Raul Cestaro |
| 456     | Colui che divora le ombre      | agosto                | Alessandro Bilotta                  | Alessandro Bilotta           | Corrado Roi            | Gianluca e Raul Cestaro |
| 457     | La sottile linea nera          | settembre             | Gianmaria Contro                    | Gianmaria Contro             | Luigi Siniscalchi      | Gianluca e Raul Cestaro |
| 458     | Sette vite                     | ottobre               | Marco Nucci                         | Marco Nucci                  | Paolo Martinello       | Gianluca e Raul Cestaro |
| 458 bis | L'oscuro messaggero            | novembre              | Mauro Aragoni                       | Mauro Aragoni, Pasquale Ruju | Antonio Marinetti      | Gianluca e Raul Cestaro |
| 459     | Hikikomori                     | novembre              | Giancarlo Marzano                   | Giancarlo Marzano            | Paolo Armitano         | Gianluca e Raul Cestaro |
| 460     | 32 dicembre                    | dicembre              | Claudio Lanzoni, Gianmarco Fumasoli | Gianmarco Fumasoli           | Francesco Dossena      | Gianluca e Raul Cestaro |

## La misura del mondo
Dylan Dog viene assunto da Lu, una donna che lavora in un orfanotrofio, a seguito della scomparsa di Donald, un bambino affetto da nanismo armonico, durante il turno di lavoro della ragazza. Lu sostiene di essere in contatto telepatico col bambino, riuscendo a vedere che si sta dirigendo verso un'isola volante come quella descritta da Jonathan Swift in I viaggi di Gulliver. Nel frattempo Slim Cornwell, un uomo affetto dalla stessa sindrome del bambino, si reca a Scotland Yard per denunciare la scomparsa della moglie.

## Shock
Un uomo senza identità finisce nel locale in cui si trova Dylan Dog assieme a Bloch, sostenendo di essere già morto. Nel frattempo una donna ricoverata in ospedale, si risveglia dal coma in cui si trovava uccidendo il personale sanitario e dandosi alla fuga. Nel frattempo un nuovo serial killer, nominato dai media RTK per via del suo modus operandi (rapisce, tortura e uccide le sue vittime), si aggira per le strade di Londra. L'indagatore dell'incubo si troverà a sbrogliare la matassa che unisce le vicende, tutte e tre collegate tra loro.

## Terra funesta
Dylan Dog si reca assieme a Groucho a Glastonbury Grove alla ricerca di Trevor Mills, un ragazzo recentemente scomparso. La cittadina non è altro che un polo siderurgico disperso nelle campagne inglesi attorniato dalle case in cui vivono i dipendenti dell'acciaieria. Una volta giunto sul posto, Dylan si rende conto di parecchie stranezze: la cittadina sembra abbandonata e non ricorda più chi lo ha ingaggiato. Il quinto senso e mezzo lo porta ad entrare nella fabbrica, dove Trevor ha stretto un misterioso legame con una pozza melmosa che sembra portare nel nulla.

## Un tranquillo venerdì di paura
Dylan Dog e Groucho, di ritorno da una indagine fuori Londra, rimangono con l'auto in panne nei pressi di Keswick, un paesino in cui è presente un albergo gestito da Therese, una presunta zia di Groucho. Mentre soggiornano nell'albergo, l'unico cliente della donna si suicida nella sua camera. I due scoprono quindi che la donna pare essere afflitta da una serie di sfortunati eventi, dando la colpa ad una maledizione presente nell'albergo stesso. Dylan Dog propone così di portare sul luogo Madame Trelkovski in modo che possa effettuare una seduta medianica, ma la medium viene aggredita in casa sua finendo gravemente ferita.

## Pioggia di sangue
Un anziano di nome Herman si presenta alla porta di Dylan Dog asserendo di essere suo nonno e di avere bisogno di aiuto. Dylan è costretto ad ospitarlo suo malgrado, instaurando col tempo un legame sempre più forte con l'uomo, fino ad arrivare a dedicare l'intera giornata a prendersi cura di lui. Viene quindi lasciato da Blair, la sua attuale fidanzata, e anche Groucho decide di non tornare a casa dopo essere andato ad un convegno di sosia. Quando Herman sparisce nel nulla, Dylan inizia una sua indagine, scoprendo che l'uomo sembra non avere un passato.

## Stangata agli Inferni
Kelly contatta Dylan Dog perché è convinta che il telefono presente nel suo scantinato sia direttamente collegato con l'Inferno. Da questa premessa, l'indagatore dell'incubo verrà poi coinvolto in un piano per svaligiare un caveau presente in questo Inferno, pieno di tutto quello che le persone morte senza eredi hanno lasciato una volta decedute. Il piano è stato organizzato da Hooker, un truffatore che ha allestito una banda per portare a termine il colpo, per la cui riuscita è necessaria la presenza di Dylan, che si ritrova così a far parte della rapina suo malgrado.
- Prima parte di una storia suddivisa in due parti.

## Orrore tra i ghiacchi
Dylan Dog, nel 1899, è il Secondo Ufficiale di una nave in spedizione verso l'Antartide, capitanata dal Capitano Bloch. Mentre la nave è incastrata tra i ghiacci, un gruppo di esploratori rinviene quella che sembra essere una creatura aliena e la sua astronave. Dylan decide di caricare l'essere a bordo in modo da poterlo esaminare, assieme alla patologa che fa parte della spedizione.

## Fuga da Golconda
Dylan Dog, a seguito della rapina agli Inferni, viene catturato e imprigionato nelle miniere di sale di Golconda assieme ai suoi complici. Dopo aver fatto amicizia con altri detenuti, pianifica una fuga, nonostante nessuno sia mai riuscito ad evadere da questo luogo. 
- Seconda parte di una storia suddivisa in due parti.

## Colui che divora le ombre
Timothy Scare è un bambino di nove anni vittima di bullismo a scuola. Inoltre è convinto che nell'armadio della sua camera da letto sia presente un mostro che ha già ucciso i suoi genitori. Il bambino, che vive col suo domestico, si reca così da Dylan Dog per assumerlo in modo da sconfiggere il mostro. Inizialmente riluttante, l'indagatore dell'incubo si ritroverà a stringere amicizia con Timothy, mentre altre persone continuano ad essere vittima della creatura che esce dall'armadio.

## La sottile linea nera
Durante una giornata di pioggia, Dylan Dog incontra Irene Hope, una signora che lo invita a casa sua per asciugarsi i vestiti bagnati. Successivamente viene incaricato da un anziano ex soldato di guerra ad indagare sulla presunta morte di un suo amico, nonché vecchio commilitone, il cui corpo, dopo l'omicidio, sembra però essere sparito. A seguito di questo, l'indagatore dell'incubo si ritroverà ad effettuare altri strani incontri e ad avere visioni del passato, in una Londra in cui sembra non voglia mai smettere di piovere.
- In allegato è presente un albetto speciale contenente una storia scritta da Armando Traverso e disegnata da Sergio Gerasi, per celebrare il centocinquantenario della nascita di Guglielmo Marconi e i cento anni di Radio Rai.

## Sette vite
Astaroth è un serial killer che dopo aver ucciso diverse persone che lucrano sul soprannaturale, decide di mandare una missiva a Scotland Yard dicendo che Dylan Dog sarà la sua prossima vittima. Dylan viene così ucciso da Astaroth davanti alla porta di casa, ma essendo stato precedentemente graffiato dal gatto Cagliostro si ritrova a vivere di nuovo la sua vita dal momento successivo al graffio fino alla morte per mano del serial killer. Capirà che questo loop temporale non è infinito, ma dura solamente sette volte, come le vite dei gatti nella tradizione popolare.

## L'oscuro messaggero
A Londra, cinque persone ricevono un pacco contenente un'antica scatola al cui interno sono contenuti oggetti legati a traumi e sensi di colpa, spingendole al suicidio violento. Una sesta persona, una ragazza di nome Jessica, una volta ricevuta la scatola, si reca da Dylan Dog che riesce così ad evitarne il suicidio. Con l'aiuto di Bloch, che sta anch'esso indagando assieme alla sua squadra di Scotland Yard, l'indagatore dell'incubo scopre che la stessa situazione si verifica ogni 36 anni per 6 giorni a partire almeno da fine 1800. La scatola sembra inoltre fatta di un materiale vecchio di almeno 600 anni.

## Hikikomori
Kyle è un hikikomori, ossia un ragazzo che ha deciso di isolarsi dal resto del mondo, non uscendo mai dalla sua camera. I suoi unici contatti con l'esterno avvengono solamente online. I genitori del ragazzo si rivolgono a Dylan Dog in quanto soprattutto la madre è convinta che il ragazzo sia diventato così a causa di una creatura che lo tiene soggiogato. Nel frattempo diversi omicidi inspiegabili che stanno scuotendo Londra sembrano essere collegati proprio al ragazzo.

## 32 dicembre
Dylan Dog il giorno prima di capodanno entra in possesso di un diario in cui tutte le annotazioni sono datate 32 dicembre. Incuriosito dalla cosa e dalle annotazioni lasciate dalla ragazza che ha scritto il diario, decide di partire per l'isola di Hirta, dalla quale in diario sembra provenire. L'isola sembra completamente abbandonata, ma Dylan riuscirà ad incontrare Bianca, la ragazza del diario, e una coppia di signori rimasti gli unici abitanti dell'isola. Scopre inoltre all'interno degli edifici abbandonati foto che ritraggono persone vive in compagnia di persone morte.